# Centrorhynchus polemaeti
Centrorhynchus polemaeti är en hakmaskart som beskrevs av Troncy 1970. Centrorhynchus polemaeti ingår i släktet Centrorhynchus och familjen Centrorhynchidae. Inga underarter finns listade i Catalogue of Life.